# Poratz (Temmen-Ringenwalde)
Poratz [ˈpoːʁats] ist ein Ortsteil der Gemeinde Temmen-Ringenwalde im Landkreis Uckermark in Brandenburg. Der Ort liegt mitten im 3909 ha großen Naturschutzgebiet Poratzer Moränenlandschaft. Östlich von Poratz erstreckt sich der Briesensee und verläuft die A 11.

## Geschichte

### Eingemeindungen
Im Jahr 1969 wurde Poratz in die damals selbstständige Gemeinde Temmen eingemeindet. Die Gemeinde Temmen-Ringenwalde entstand am 31. Dezember 2001 aus dem Zusammenschluss der bis dahin selbstständigen Gemeinden Temmen und Ringenwalde.

## Sehenswürdigkeiten
- In der Liste der Baudenkmale in Temmen-Ringenwalde sind für Poratz neun Baudenkmale aufgeführt, darunter eine Hofanlage (Poratz 4/5), bestehend aus Doppelwohnhaus, Stallgebäude, Kleinviehstall, zwei Scheunen und Wasserpumpe.